# 蘇台德德意志自由軍團
蘇台德德國自由軍團（德語：Sudetendeutsches Freikorps 或 Freikorps Sudetenland）也被稱為亨萊因自由軍團（德語：Freikorps Henlein）和蘇台德德意志軍團（德語：Sudetendeutsche Legion），是一個納粹準軍事組織，於1938年9月17日在阿道夫·希特勒的直接命令下在德國成立。該組織主要由支持納粹的捷克斯洛伐克德裔公民組成，他們受到德國軍隊的庇護、訓練和裝備，並於1938年至1939年間對捷克斯洛伐克領土進行跨境恐怖主義行動。他們在希特勒的領導下發揮了重要作用，使納粹德國成功佔領捷克斯洛伐克並將蘇台德地區併入納粹德國。 
蘇台德德意志自由軍團是支援保衛服務組織（德語：Freiwilliger Schutzdienst；也稱為）的實際繼承者，該組織由蘇台德德意志人黨於1933年非正式地在捷克斯洛伐克建立，並在1938年5月17日正式成立，仿照準軍事部隊衝鋒隊進行暴力活動。